# Capitalismo Selvagem
Pour plus de détails, voir Fiche technique et Distribution.
Capitalismo Selvagem est un film dramatique brésilien réalisé par André Klotzel et sorti en 1993. Le film aborde la question de l'exploitation capitaliste des terres indigènes et de ceux qui s'y opposent.

## Synopsis
Elisa est une journaliste qui se lie d'amitié avec le directeur de Jota Mineração, Hugo, lorsqu'on lui demande d'écrire un article sur l'entreprise. Cependant, la relation entre les deux commence à s'effilocher lorsque l'entreprise dirigée par Hugo commence à extraire de l'or des terres indigènes.

## Fiche technique
- Titre original brésilien : Capitalismo Selvagem[1]
- Réalisation : André Klotzel
- Scénario : André Klotzel, Djalma Limonge Batista
- Photographie : Pedro Farkas
- Montage : Danilo Tadeu
- Musique : André Abujamra, David Tygel
- Décors : Beto Mainieri
- Costumes : Marjorie Gueller
- Production : Zita Carvalhosa, Pedro Farkas, André Klotzel, Flávio Ramos Tambellini, Fernanda Torres
- Société de production : Superfilmes, TV Cultura
- Pays de production :  Brésil
- Langue originale : portugais
- Format : Couleurs - 1,66:1 - Son Dolby Surround - 35 mm
- Genre : Drame
- Durée : 86 minutes
- Date de sortie : 
  - Canada : 17 septembre 1993 (Festival du film de Toronto)
  - Brésil : 25 septembre 1998

## Distribution
- Fernanda Torres : Elisa Medeiros
- José Mayer : Hugo Victor Assis/ Ubiratã
- Marisa Orth : Diana Assis
- Vera Holtz : Susana
- Marcelo Tás : Leandro
- Maria Luiza Castelli : Dona Eduarda
- Cassiano Ricardo : Paulo Henrique
- Cláudio Lopomo : Afonso
- Claudio Curi : Hildebrando
- Sandra Tsikumoto : Takeka
- Helen Helene : Olga
- Adilson Barros : Marcos
- Ary França : le concierge
- Adriana Lessa : la cuisinière
- Sônia Carneiro : le journaliste à Brasilia
- Tadeu Dipietro : l'employé
- Vanderlei Bernadino : l'échanson
- Oscar Magrini : Oscar
- Flávio Ramos Tambellini